# Panicum petersonii
Panicum petersonii är en gräsart som beskrevs av Charles Leo Hitchcock och Erik Leonard Ekman. Panicum petersonii ingår i släktet vipphirser, och familjen gräs. Inga underarter finns listade i Catalogue of Life.